# Olympus (schip, 1912)
De Olympus is een varend monument dat gebruikt wordt als wachtschip door de scouts van de Admiralengroep. Een groep van Scouting Nederland in Uithoorn, Admiraliteit 5 Rond Amstel en IJ. Het heeft een keuken, een toilet en een aantal lokalen. De scouts gaan er ook mee op kamp, waar het dan als slaapplaats dient. Het heeft een ligplaats op de Amstel aan de kade nabij de Thamerkerk en het Stiltemonument . Op deze locatie is een jachthaven voorzien in het kader van het Masterplan Dorpscentrum en zullen schip en de bijgelegen lelievletten moeten verhuizen.

## Geschiedenis
Het schip is als zeilschip gebouwd in Zwartsluis. De liggers geven niet aan bij welke van de twee scheepswerven in die tijd daar het schip gebouwd is. In 1950 werd het gemotoriseerd door het inbouwen van een motor met zijschroef. Een lamme arm, zoals dat in de binnenvaart werd genoemd. Die werd in 1954 vervangen door een tweecilinder Industrie gloeikopmotor type 2IB6 van 70 pk. Daarna kreeg het modernere diesels.
Het werd in 1977 gekocht door de Cornelis Trompgroep 14 van Scouting Rotterdam, die het tien jaar later voor een vriendenprijs overdeed aan de Admiralengroep. Het schip is in 2012 helemaal geïnspecteerd en ontving hiervoor een certificaat dat noodzakelijk is om er mee te mogen varen.

## Liggers Scheepmetingsdienst
| Meetnummer | District en volgnr. | Meetdatum       | Meetplaats | Lengte [m] | Breedte [m] | Inzinking [m] | Waterverplaatsing [ton] | Naam              | Eigenaar                    | Domicilie |
| ---------- | ------------------- | --------------- | ---------- | ---------- | ----------- | ------------- | ----------------------- | ----------------- | --------------------------- | --------- |
| R20061N    | Rotterdam 20061     | 18 juni 1954    | Dordrecht  | 33,46      | 4,99        | -             | 191,999                 | L'ATTENTION       | –                           |           |
| R21777N    | Rotterdam 21777     | 16 maart 1956   | Dordrecht  | 36,36      | 4,99        | 1,90          | 210,413                 | L'ATTENTION       | -                           | -         |
| R31486N    | Rotterdam 31486     | 17 januari 1968 | –          | 36,36      | 4,99        | 1,89          | 212,049                 | L'ATTENTION       | -                           |           |
|            |                     |                 |            |            |             |               |                         | PEMA              | -                           | -         |
| RN2760     | Rotterdam 2760      | 24 januari 1983 | –          | 36,20      | 4,95        | 0,96          | 16,146                  | CORNELIS TROMP II | -                           | -         |
|            |                     |                 |            |            |             |               |                         | OLYMPUS           | Scoutingroep Admiralengroep | Uithoorn  |